# Globo Natureza
Globo Naturaleza es un núcleo de la Red Globo que produce reportajes especiales para todos los periódicos de red nacional de la TELE Globo: Periódico Nacional, Globo Reportero, Fantástico, Periódico de la Globo, buen Día Brasil, Periódico Hoy, Globo Rural, además de Globo News. 
Idealizado y comandado por Humberto Pereira, editor-jefe del Globo Rural, el núcleo tuvo su primer reportaje exhibido bajo el sello Globo Naturaleza en enero de 2013. Antes, los reportajes eran exhibidos bajo el sello Globo Amazônia, lanzado en 1967. 
En agosto de 2013, el reportaje "Enawenê-nawê: los hombres-espíritus" fue indicada al premio Emmy Award International, como mejor reportaje en la categoría Current Affairs & News.
Además de los reportajes especiales, el núcleo produce boletines informativos sobre fauna y flora, exhibidos en los intervalos de los programas de la emisora.  Los boletines tienen duración de aproximadamente un minuto y son editados y narrados por Fábio Perez, exeditor-jefe del Periódico de la Globo y actual editor-jefe del Globo Naturaleza desde 2001. En la época del ABC de la Amazônia, de 1967 hasta 2011 eran narrados por Flávio Cantil y José Hamilton Ribeiro.